# Восточноафриканский медоуказчик
Восточноафриканский медоуказчик (лат. Indicator meliphilus) — вид птиц из семейства медоуказчиковых. Выделяют два подвида.

## Таксономия
Представители вида весьма схожи с Indicator willcocksi. Птицы из региона на границе Кении и Танзании некоторое время считались отдельным видом I. narokensis, однако он больше не рассматривается как валидный.

## Распространение
Обитают в Анголе, Демократической Республике Конго, Кении, Малави, Мозамбике, Танзании, Уганде, Замбии и Зимбабве.

## Описание
Длина тела около 13 см, масса 11—18 г. Клюв короткий. У обоих полов номинативного подвида имеется серо-зелёная корона.

## Биология
Питаются членистоногими.

## Охранный статус
МСОП присвоил виду охранный статус LC.